# Río Traiguén
El río Traiguén es un curso natural de agua que nace al este de la ciudad de Victoria (Chile) en la Región de la Araucanía, fluye en dirección general oeste hasta su confluencia con el río Quino tras lo cual se forma el río Colpi o Panqueco que se junta con el río Lumaco que viene del norte y forman el río Cholchol.

## Trayecto

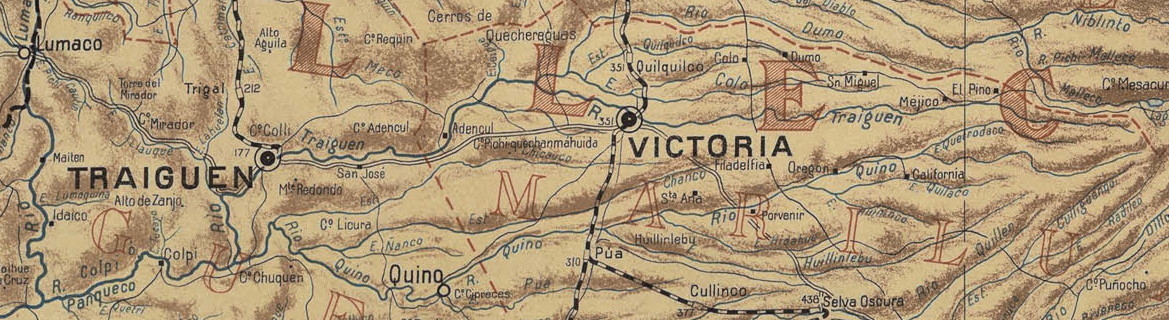
Cuenca del río Colpi o Panqueco en un mapa de Luis Risopatrón de 1910.

El río Traiguén se origina de la unión de los esteros Collahua y Pichiñanco unos 20 km al oriente de la ciudad de Victoria. Se dirige hacia el oeste, bordea por el norte la ciudad de Victoria y 38 km más al oeste atraviesa la ciudad de Traiguén para entonces girar hacia el sur por un espacio de 10 km hasta encontrase con el río Quino que viene desde el este y formar el río Colpi o Panqueco que fluye hacia el oeste y confluye con el río Lumaco que viene desde el norte. Juntos forman el río Cholchol.

## Caudal y régimen
El Traiguén posee una estación fluviométrica en su paso por la ciudad de Victoria, a 350 m s. n. m.
La subcuenca del río Cholchol, que comprende su hoya hidrográfica con sus principales afluentes: río Purén, río Lumaco, río Traiguén, río Quino y río Quillén, tiene un notorio régimen pluvial, con importantes caudales en los meses de invierno. En años lluviosos los mayores caudales ocurren entre junio y agosto, producto de importantes lluvias invernales. En años normales y secos los mayores caudales también se deben a aportes pluviales, presentándose entre junio y septiembre. El período de menores caudales se observa en el trimestre enero-marzo.: 62 

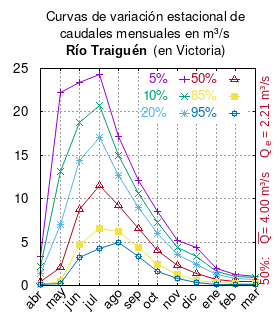
Curvas de variación estacional del río Traiguén en Victoria.

El caudal del río (en un lugar fijo) varía en el tiempo, por lo que existen varias formas de representarlo. Una de ellas son las curvas de variación estacional que, tras largos periodos de mediciones, predicen estadísticamente el caudal mínimo que lleva el río con una probabilidad dada, llamada probabilidad de excedencia. La curva de color rojo ocre (con {\displaystyle {\color {Red}\vartriangle }}) muestra los caudales mensuales con probabilidad de excedencia de un 50 %. Esto quiere decir que ese mes se han medido igual cantidad de caudales mayores que caudales menores a esa cantidad. Eso es la mediana (estadística), que se denota Qe, de la serie de caudales de ese mes. La media (estadística) es el promedio matemático de los caudales de ese mes y se denota {\displaystyle {\overline {Q}}}.
Una vez calculados para cada mes, ambos valores son calculados para todo el año y pueden ser leídos en la columna vertical al lado derecho del diagrama. El significado de la probabilidad de excedencia del 5 % es que, estadísticamente, el caudal es mayor solo una vez cada 20 años, el de 10 % una vez cada 10 años, el de 20 % una vez cada 5 años, el de 85 % quince veces cada 16 años y la de 95 % diecisiete veces cada 18 años. Dicho de otra forma, el 5 % es el caudal de años extremadamente lluviosos, el 95 % es el caudal de años extremadamente secos. De la estación de las crecidas puede deducirse si el caudal depende de las lluvias (mayo-julio) o del derretimiento de las nieves (septiembre-enero).

## Historia
Francisco Solano Asta-Buruaga y Cienfuegos escribió en 1899 en su obra póstuma Diccionario Geográfico de la República de Chile sobre el río:
Traiguén (Río de).-—Importante corriente de agua del departamento de su nombre á la parte sur de la provincia de Malleco. Tiene sus cabeceras en la base occidental del volcán Lonquimay, que se enlaza al norte con la cordillera de Pemehue del límite oriental de esa provincia. Corre más ó menos en dirección al O. hasta pasar bañando la ciudad de su nombre, frente á la cual lo cruza un puente de 225 metros de largo construido en 1881, y de aquí va al SO. a juntarse con el Quino y constituir ambos el Colpí. En sus márgenes se hallan el pueblo de la Victoria y más al poniente el fuerte de Adencul, entre los cuales recibe por su derecha los riachuelos de Dumo y Colo; también recibe al O. de la ciudad de Traiguén otro corto afluente, denominado Leveluán. Atraviesa en su curso de más de 55 kilómetros, extensos bosques de excelente madera y fértiles campos, «campiñas de grato terreno», dice el historiador Córdoba y Figueroa, que recorrió estas comarcas en las guerras con los naturales por los años de 1735.